# San Carlo Canavese
San Carlo Canavese (piemontesisch San Carl oder San Carlo) ist eine Gemeinde in der italienischen Metropolitanstadt Turin (TO), Region Piemont.

## Lage und Einwohner
San Carlo Canavese liegt 25 km nordwestlich von Turin in der Region Canavese. Das Gemeindegebiet umfasst eine Fläche von 20 km² und hat 4027 Einwohner (Stand 31. Dezember 2023).
Die Nachbargemeinden sind Rocca Canavese, Vauda Canavese, Nole, Front, San Francesco al Campo, Cirié und San Maurizio Canavese.

## Geschichte

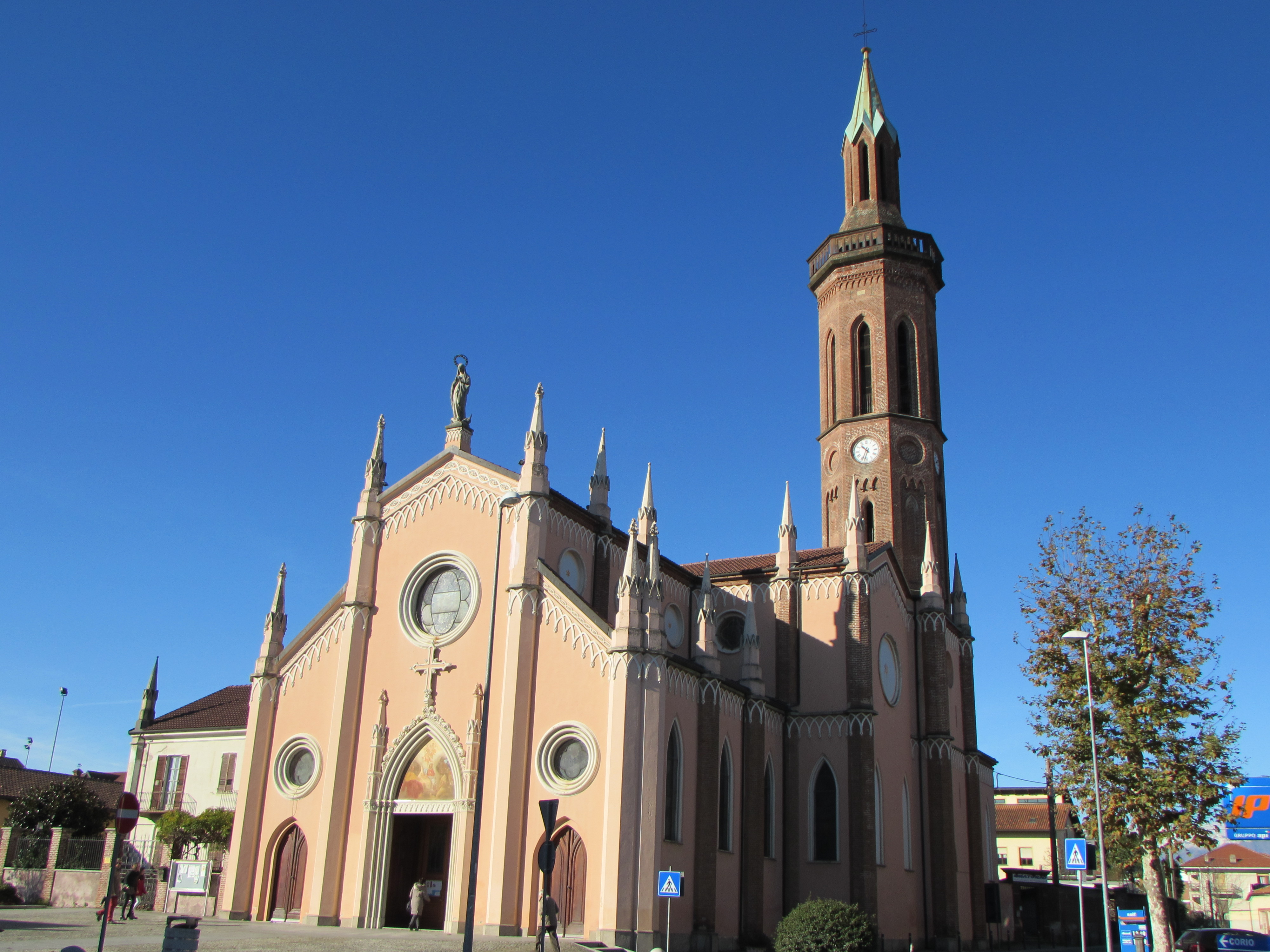
Kirche dell’Immacolata Concezione

Die ersten sicheren Nachrichten über das Gebiet von San Carlo, das damals zu Ciriè gehörte, stammen aus dem 11. Jahrhundert, als die ersten Häuser und Befestigungen zwischen den Flüssen Vauda und Banna gebaut wurden. Zu den Überresten dieser Zeit gehören die Kirche Santa Maria di Spinerano und La Piè di Liramo, ein kleines befestigtes Dorf mit einer angrenzenden Plebejerkirche, die im Jahr 1004 dokumentiert wurde.
Laut Bertolotti kaufte Ciriè 1417 die „Vauda Grande“ von Lodovico Mayneri, ebenfalls aus Ciriè, für 25 Goldgulden. Ein wichtiger Moment für die Entwicklung des unteren Teils des Territoriums war im Jahr 1485 der Bau der „Bealera“, eines noch existierenden Bewässerungskanals, der von der Stura di Lanzo in der Gemeinde Balangero abzweigte und fließt in die Banna.
Erst zu Beginn des 17. Jahrhunderts entstanden im oberen Teil der Stadt, die ersten Wohnblöcke, die den Kern der Dörfer Massa, Tempo, Canavera, Sopetto, Perino und Fornero bildeten. Die San Carlo geweihte Kirche wurde 1621 erbaut.
Im Jahr 1827 akzeptierte König Karl Albert von Savoyen eine „Bitte“ der Bevölkerung und stimmte zu, den Namen der Stadt von „Vauda di Ciriè“ in „San Carlo“ zu ändern[6].
Im Jahr 1860 beschloss die Gemeinde den Bau einer neuen Pfarrkirche, die 1885 geweiht wurde.
In den zwanzig Jahren des Faschismus wurden die kleinen Gemeinden wieder zu größeren Gemeinden zusammengelegt, am 24. November 1927 ordnete Vittorio Emanuele III. die Vereinigung der Gemeinde mit Ciriè unter dem Namen San Carlo di Ciriè an. Am 11. November 1946 wurde San Carlo per Dekret des provisorischen Staatsoberhauptes Enrico De Nicola[8] wieder eine autonome Gemeinde mit ihrem heutigen Namen.

## Söhne und Töchter der Gemeinde
- Elsa Fornero (* 7. Mai 1948), ehemalige italienische Ministerin

## Gemeindepartnerschaft
- San Carlos Centro